# Maurycy Madurowicz
Maurycy Antoni Walenty Madurowicz herbu Jelita, niem. Moritz Ritter von Madurowicz (ur. 16 września 1831 w Kołomyi, zm. 12 stycznia 1894 w Krakowie) – polski lekarz ginekolog i położnik, profesor położnictwa na Uniwersytecie Jagiellońskim od 1862, rektor tej uczelni, członek Akademii Umiejętności od 1872.

## Życiorys
Pochodził z rodziny ukraińskiej. Był synem Walentego i Józefy z Hamplów, urzędnika w austriackiej służbie państwowej, późniejszego radcy ministerialnego i naczelnika dyrekcji skarbowej we Lwowie. Studiował medycynę w Uniwersytecie Jagiellońskim (u Antoniego Kozubowskiego, Józefa Majera, Fryderyka Skobla i Ludwika Zejsznera) oraz na Uniwersytecie Wiedeńskim). W 1855 roku został doktorem medycyny, w roku następnym uzyskał doktorat chirurgii i położnictwa i został asystentem w klinice położniczej u Karola Brauna i jego brata Gustava, gdzie pracował aż do 1862 r. Tegoż roku habilitował się w Krakowie na podstawie pracy O powstawaniu i rozpoznaniu przepukliny krwawej, a następnego mianowano go (po ustąpieniu Józefa Kwaśniewskiego) na stanowiska profesora zwyczajnego ginekologii oraz ordynatora kliniki w Szpitalu św. Łazarza.
Był członkiem honorowym Poznańskiego Towarzystwa Przyjaciół Nauk.
Był odznaczony Orderem Korony Żelaznej III klasy.
Został pochowany na cmentarzu Rakowickim w Krakowie (kwatera Ga, rząd zach.). W tym samym miejscu spoczął później ppłk Henryk Madurowicz (1868-1921).

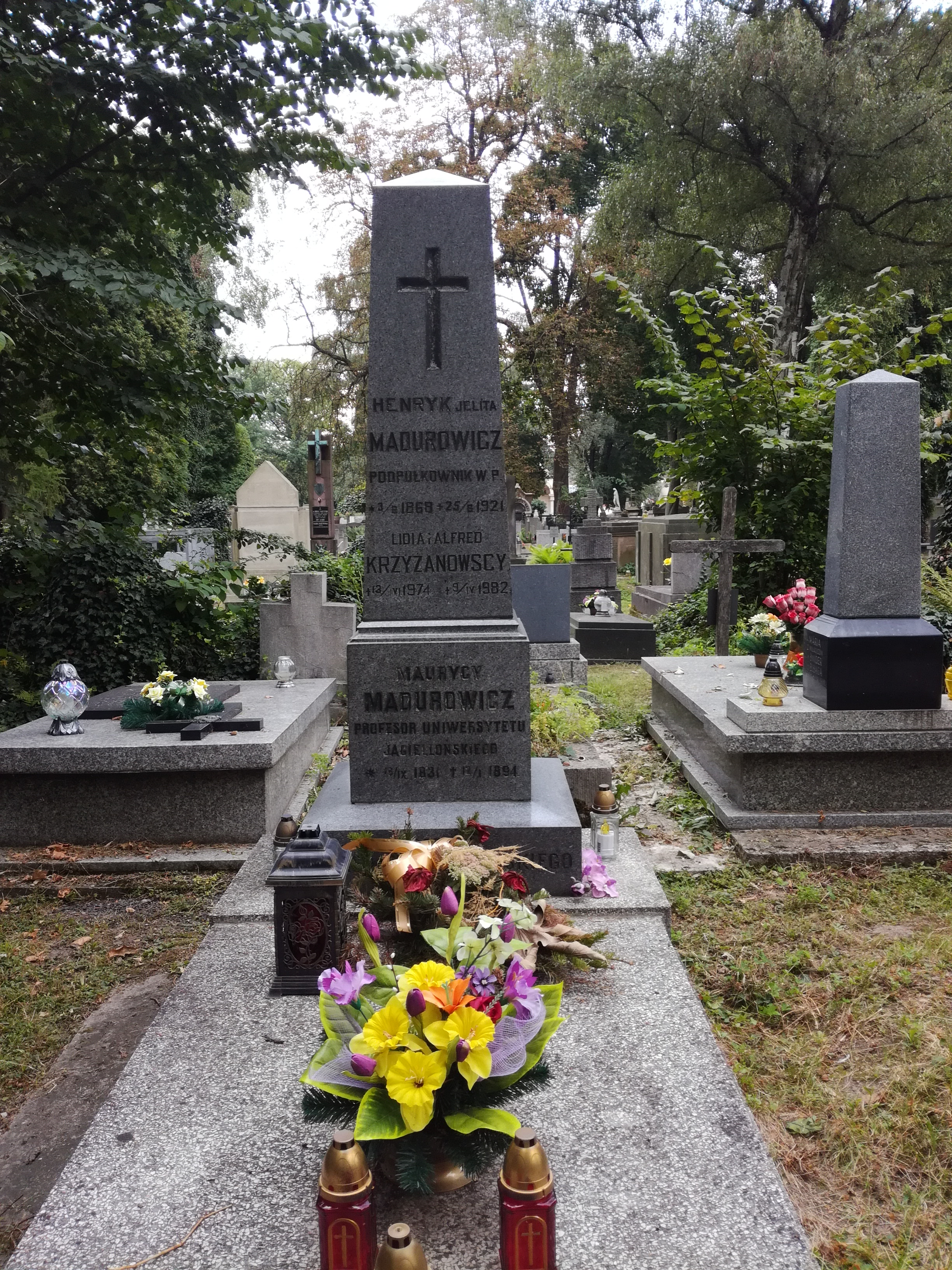
Grób prof. Maurycego Madurowicza na cmentarzu Rakowickim